# Acanthocercus cyanogaster
Acanthocercus cyanogaster är en ödleart som beskrevs av  Eduard Rüppell 1835. Acanthocercus cyanogaster ingår i släktet Acanthocercus och familjen agamer. IUCN kategoriserar arten globalt som livskraftig. Inga underarter finns listade i Catalogue of Life.

## Bildgalleri

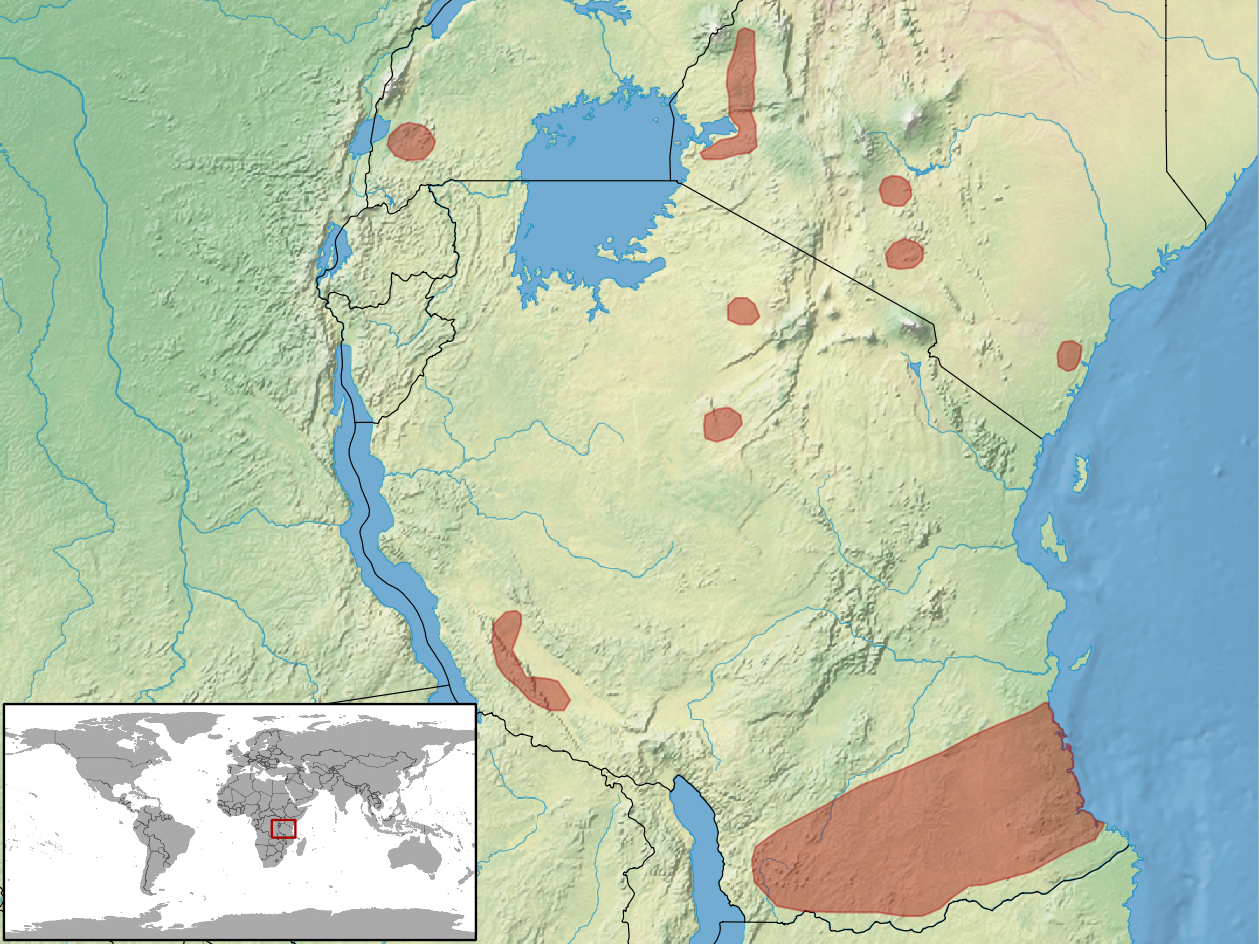
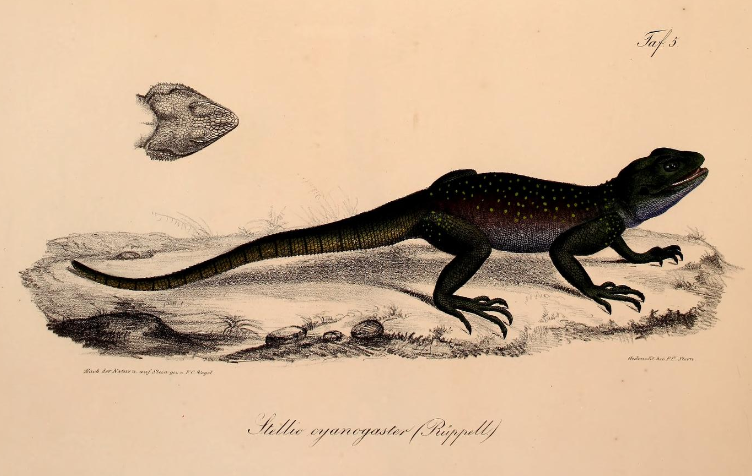